# Mitsubishi Sigma
|  | Denne artikel omhandler eksportversionerne af den australske Mitsubishi Diamante bygget fra 1990 til 1996. For modellen fra 1980 til 1987, se Chrysler Sigma. For USA-modellerne fra 1976 til 1990, se Mitsubishi Galant. |
Mitsubishi Sigma (type F1) var en øvre mellemklassebil fremstillet af Mitsubishi Motors mellem december 1990 og juli 1996. Modellen var søstermodel til Mitsubishi Diamante, hvor Sigma var en normal sedan mens Diamante var en såkaldt hardtop på amerikansk vis med rammeløse sideruder. En lignende kombination havde tidligere fandtes med Galant E10 og Sapporo E16. Modellerne Sigma og Diamante blev solgt sideløbende med hinanden i Japan. I Nordamerika blev kun Diamante markedsført, og i Europa kun Sigma.

## Historie
I Europa kunne Sigma fra december 1990 udelukkende købes som sedan med to forskellige V6-motorer på 3,0 liter, en med 12 ventiler og 130 kW (177 hk) og en med 24 ventiler og 151 kW (205 hk). Den ene havde 12 ventiler og ydede 130 kW (177 hk), mens den anden havde 24 ventiler og 151 kW (205 hk). Den svage motor blev i en neddroslet version med 107 kW (146 hk) benyttet i Hyundai Sonata fra 1988 til 1998. Tophastigheden lå på ca. 230 km/t.
I juni 1992 fulgte en fra Australien importeret, 4,8 m lang stationcarversion, som dog kun fandtes med 12V-motoren i en til 125 kW (170 hk) neddroslet version. I topversionen var Sigma udstyret med enkelte tekniske finesser som f.eks. en elektronisk justerbar undervogn og firehjulsstyring. Fra 1995 kunne modellen også købes med en laserstyret fartpilot (dog kun i Japan).
Diamante havde som søstermodel til Sigma en række innovative systemer og var derved forud for sin tid:
- En videreudviklet antispinregulering (TCL)
- Firehjulsstyring
- Semiaktiv undervogn (Dynamic ECS)
- GPS-navigationssystem med farveskærm på midterkonsollen
- Head-up-display[5]
- Afstandsafhængig fartpilot/vognbaneholdeassistent med LIDAR og frontkamera (set første gang i 1992 i Debonair)
- Verdens første femtrins automatgearkasse til biler med tværliggende motor og gearkasse, komplet med INVECS-II-softwarelogik og manuel skiftekulisse

Den samme motor blev bl.a. benyttet i Mitsubishi 3000 GT og dennes søstermodel Dodge Stealth, dog med øget effekt ved hjælp af to parallelt sammenkoblede Mitsubishi Heavy Industries (MHI) TD04-9B- (USA og Japan) hhv. TD04-13G- (Europa) turboladere. Motoren ydede der 210 kW (286 hk).
Sigmas hovedkonkurrenter var Honda Legend, Nissan Maxima og Toyota Camry.
- Bagfra
- Mitsubishi Sigma Wagon (1992−1996)

## Tekniske data
|                                                | 3.0 SOHC                         | 3.0 SOHC                        | 3.0 DOHC                        |
| Byggeår                                        | 1990−1996                        | 1992−1996                       | 1990−1996                       |
| Karrosserivarianter                            | Sedan                            | Wagon                           | Sedan                           |
| Motordata                                      |                                  |                                 |                                 |
| Motorkode                                      | 6G72                             | 6G72                            | 6G72                            |
| Motortype                                      | V6-benzinmotor                   | V6-benzinmotor                  | V6-benzinmotor                  |
| Antal ventiler pr. cylinder                    | 2                                | 2                               | 4                               |
| Ventilstyring                                  | 2 × OHC, tandrem                 | 2 × OHC, tandrem                | 2 × DOHC, tandrem               |
| Fødesystem                                     | Multipoint                       | Multipoint                      | Multipoint                      |
| Trykladning                                    | –                                | –                               | –                               |
| Køling                                         | Vandkøling                       | Vandkøling                      | Vandkøling                      |
| Boring × slaglængde                            | 91,1 × 76,0 mm                   | 91,1 × 76,0 mm                  | 91,1 × 76,0 mm                  |
| Slagvolume                                     | 2972 cm³                         | 2972 cm³                        | 2972 cm³                        |
| Kompressionsforhold                            | 10,0:1                           | 10,0:1                          | 10,0:1                          |
| Maks. effekt ved omdr./min.                    | 130 kW (177 hk) 5500             | 125 kW (170 hk) 5500            | 151 kW (205 hk) 6000            |
| Maks. drejningsmoment ved omdr./min.           | 251 Nm 3000                      | 248 Nm 3000                     | 270 Nm 3000                     |
| Kraftoverførsel                                |                                  |                                 |                                 |
| Drivende hjul                                  | Forhjul                          | Forhjul                         | Forhjul                         |
| Gearkasse (standardudstyr)                     | 5-trins manuel                   | 5-trins manuel                  | 5-trins manuel                  |
| Gearkasse (ekstraudstyr)                       | 4-trins automatisk               | 4-trins automatisk              | 4-trins automatisk              |
| Teknik                                         |                                  |                                 |                                 |
| Styretøj                                       | Tandstang                        | Tandstang                       | Tandstang                       |
| Bremser fortil                                 | Skiver                           | Skiver                          | Skiver                          |
| Bremser bagtil                                 | Skiver                           | Skiver                          | Skiver                          |
| Mål                                            |                                  |                                 |                                 |
| Sporvidde fortil                               | 1535 mm                          | 1535 mm                         | 1535 mm                         |
| Sporvidde bagtil                               | 1530 mm                          | 1505 mm                         | 1530 mm                         |
| Præstationer                                   |                                  |                                 |                                 |
| Topfart                                        | 220 km/t (215 km/t)              | 210 km/t (205 km/t)             | 230 km/t (225 km/t)             |
| Acceleration 0-100 km/t                        | 9,0 sek. (10,4 sek.)             | 9,6 sek. (10,7 sek.)            | 8,1 sek. (9,6 sek.)             |
| Brændstofforbrug pr. 100 km ved blandet kørsel | 9,1 liter (10,1 liter) Blyfri 95 | 9,5 liter (9,7 liter) Blyfri 95 | 8,9 liter (9,9 liter) Blyfri 95 |
| Vægte                                          |                                  |                                 |                                 |
| Egenvægt                                       | 1420 kg USA: 1555 kg             | 1575 kg USA: 1635 kg            | 1475 kg USA: 1635 kg            |
| Tilladt totalvægt                              | 2070 kg                          | 2130 kg                         | 2070 kg                         |

1. ↑  Værdier i parentes gælder for versioner med automatgear